# Constantina Diță-Tomescu

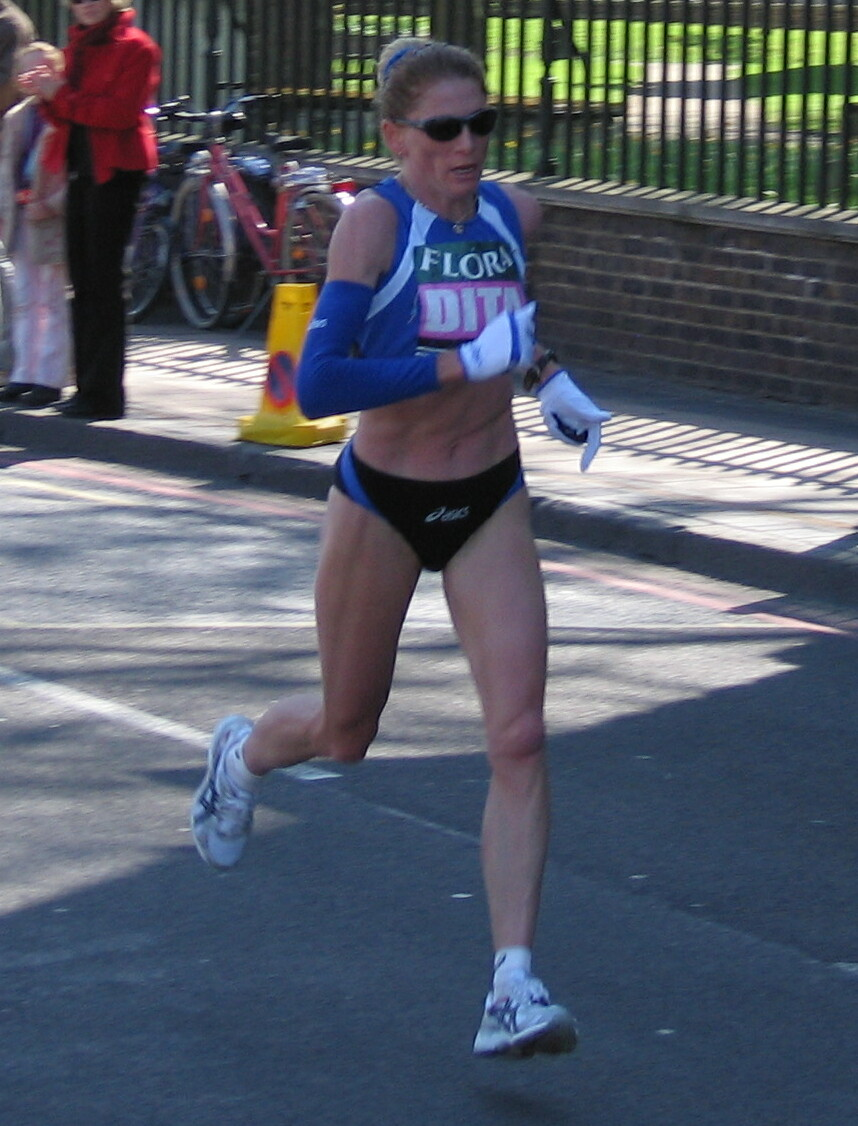
La Londra, 2005

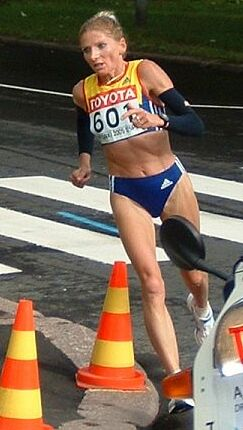
La Campionatul Mondial din 2005 de la Helsinki

Constantina Diță, cunoscută și ca Pușa Tomescu  (în timpul căsătoriei Diță-Tomescu, n. 23 ianuarie 1970, Turburea, România), este o fostă atletă română, alergătoare pe distanțe lungi, specializată în maraton și semimaraton. La Jocurile Olimpice de vară din 2008 de la Beijing a câștigat medalia de aur la proba de maraton, reprezentând România.

## Biografie
Atleta s-a născut în satul Spahii din comuna Turburea, județul Gorj. S-a apucat de atletism în ultimul an de liceu. În anul 1998 a câștigat Maratonul de la Bordeaux și la Campionatul European de la Budapesta s-a clasat pe locul 17. La Campionatul European de Cros din 1999 a cucerit două medalii de argint și la Maratonul de la Istanbul din 2000 a obținut locul doi.
În anul 2001 gorjeanca s-a mutat în Statele Unite ale Americii. Anul următor a câștigat Maratonul de la Singapore și la Amsterdam a ocupat locul doi. În 2003 a luat locul 2 la Maratonul de la Chicago. 2004 a fost un an cu succes. Ea a ocupat locul trei la Londra. Apoi a participat pentru prima oară la Jocurile Olimpice, clasându-se pe locul 20. La Campionatul Mondial de Semimaraton a cucerit medalia de bronz și în sfârșit a triumfat la Maratonul de la Chicago.
La Maratonul de la Londra din 2005 Constantina Diță a obținut locul doi, stabilind un nou record național cu timpul de 2 ore 22 de minute și 50 de secunde. În același an a câștigat medalia de bronz la Campionatul Mondial de la Helsinki, două medalii de aur la Campionatul Mondial de Semimaraton și locul doi la Maratonul de la Chicago, îmbunătățind  recordul național cu timpul de 2 ore 21 de minute și 30 de secunde. Această performanță a rezistat 17 ani, până când Joan Chelimo Melly a doborât recordul în 2022.
În anul 2006 sportiva a cucerit medalia de argint la Campionatul Mondial de alergări pe șosea și în 2007 a ocupat locul trei la Maratonul de la Londra. La Jocurile Olimpice de la Beijing a fost cronometrată cu timpul de 2h:26m:44s, realizând cea mai bună performanță a sa în sezonul 2008. La 38 de ani, este cea mai în vârstă câștigătoare a maratonului olimpic din toate timpurile. La vârsta de 42 de ani a participat la Jocurile Olimpice din 2012 de la Londra.
A fost legitimată la „Forestierul” Tg. Jiu (1988-1991), C.S.M. Universitatea Craiova (1992-1996), C.S.M. Pandurii Tg. Jiu (1997-2004), C.S.M. Drobeta Turnu Severin (2005-2007) și Dinamo București (2008-2011).
A fost desemnată de trei ori „Cea mai bună atletă a anului” (2005–2006–2008). Maestră a Sportului (1997) și Maestră Emerită a Sportului (2001). În 2008 sportiva a fost decorată cu Ordinul „Meritul Sportiv” clasa I. Stadionul Municpial din Târgu Jiu a fost numit „Constantina Diță” în anul 2022 în cinstea ei.
În 2025 ea a fost aleasă președinte al Federației Române de Atletism (FRA).

## Palmares
| An   | Competiție                               | Locație                    | Loc | Eveniment   | Note     |
| ---- | ---------------------------------------- | -------------------------- | --- | ----------- | -------- |
| 1997 | Lyon Marathon                            | Lyon, Franța               | 2   | maraton     | 2:35:32  |
| 1998 | Campionatul Mondial de Cros              | Marrakech, Maroc           | 16  | 4 km        | 13:03    |
| 1998 | Campionatul Mondial de Cros              | Marrakech, Maroc           | 5   | echipe      | 13:03    |
| 1998 | Campionatul Mondial de Ekiden            | Manaus, Brazilia           | 3   | ekiden      | 2:24:13  |
| 1998 | Bordeaux Marathon                        | Bordeaux, Franța           | 1   | maraton     | 2:35:11  |
| 1998 | Campionatul European                     | Budapesta, Ungaria         | 17  | maraton     | 2:34:35  |
| 1998 | Campionatul Mondial de Semimaraton       | Zürich, Elveția            | 29  | semimaraton | 1:12:42  |
| 1998 | Campionatul Mondial de Semimaraton       | Zürich, Elveția            | 2   | echipe      | 1:12:42  |
| 1998 | Campionatul European de Cros             | Ferrara, Italia            | 13  | 5,6 km      | 18:53    |
| 1998 | Campionatul European de Cros             | Ferrara, Italia            | 3   | echipe      | 18:53    |
| 1999 | Campionatul Mondial de Cros              | Belfast, Regatul Unit      | 14  | 8,012 km    | 29:17    |
| 1999 | Campionatul Mondial de Cros              | Belfast, Regatul Unit      | 5   | echipe      | 29:17    |
| 1999 | Campionatul Mondial de Cros              | Belfast, Regatul Unit      | 11  | 4,236 km    | 15:49    |
| 1999 | Campionatul Mondial de Cros              | Belfast, Regatul Unit      | 5   | echipe      | 15:49    |
| 1999 | Campionatul Mondial                      | Sevilla, Spania            | 19  | maraton     | 2:36:28  |
| 1999 | Campionatul Mondial de Semimaraton       | Palermo, Italia            | 12  | semimaraton | 1:11:22  |
| 1999 | Campionatul Mondial de Semimaraton       | Palermo, Italia            | 4   | echipe      | 1:11:22  |
| 1999 | Campionatul European de Cros             | Velenje, Slovenia          | 2   | 5,0 km      | 19:01    |
| 1999 | Campionatul European de Cros             | Velenje, Slovenia          | 2   | echipe      | 19:01    |
| 2000 | Campionatul Mondial de Cros              | Vilamoura, Portugalia      | 35  | 8,08 km     | 27:45    |
| 2000 | Campionatul Mondial de Cros              | Vilamoura, Portugalia      | 22  | 4,18 km     | 13:32    |
| 2000 | Campionatul Mondial de Cros              | Vilamoura, Portugalia      | 6   | echipe      | 13:32    |
| 2000 | Istanbul Marathon                        | Istanbul, Turcia           | 2   | maraton     | 2:37:57  |
| 2000 | Campionatul European de Cros             | Malmö, Suedia              | 31  | 4,95 km     | 17:24    |
| 2000 | Campionatul European de Cros             | Malmö, Suedia              | 5   | echipe      | 17:24    |
| 2001 | Campionatul Mondial de Cros              | Oostende, Belgia           | 33  | 4,1 km      | 15:58    |
| 2001 | Campionatul Mondial de Cros              | Oostende, Belgia           | 3   | echipe      | 15:58    |
| 2001 | Beograd Stark Marathon                   | Belgrad, Serbia            | 2   | maraton     | 2:33:30  |
| 2001 | Campionatul Mondial                      | Edmonton, Canada           | 10  | maraton     | 2:30:38  |
| 2001 | Campionatul Mondial de Semimaraton       | Bristol, Marea Britanie    | 32  | semimaraton | 1:13:08  |
| 2001 | Campionatul Mondial de Semimaraton       | Bristol, Marea Britanie    | 5   | echipe      | 1:13:08  |
| 2001 | Tokyo Marathon                           | Tokio, Japonia             | 4   | maraton     | 2:26:39  |
| 2002 | Los Angeles Marathon                     | Los Angeles, Statele Unite | 4   | maraton     | 2:33:58  |
| 2002 | Campionatul Mondial de Semimaraton       | Bruxelles, Belgia          | 22  | semimaraton | 1:11:34  |
| 2002 | Campionatul Mondial de Semimaraton       | Bruxelles, Belgia          | 4   | echipe      | 1:11:34  |
| 2002 | Campionatul European                     | München, Germania          | 7   | 10 000 m    | 31:53,61 |
| 2002 | Amsterdam Marathon                       | Amsterdam, Olanda          | 2   | maraton     | 2:23:52  |
| 2002 | Singapore Marathon                       | Singapore, Singapore       | 1   | maraton     | 2:36:06  |
| 2003 | London Marathon                          | Londra, Marea Britanie     | 6   | maraton     | 2:23:43  |
| 2003 | Campionatul Mondial                      | Paris, Franța              | –   | maraton     | NT       |
| 2003 | Campionatul Mondial de Semimaraton       | Vilamoura, Portugalia      | 5   | semimaraton | 1:10:05  |
| 2003 | Campionatul Mondial de Semimaraton       | Vilamoura, Portugalia      | 3   | echipe      | 1:10:05  |
| 2003 | Chicago Marathon                         | Chicago, Statele Unite     | 2   | maraton     | 2:23:35  |
| 2004 | London Marathon                          | Londra, Marea Britanie     | 3   | maraton     | 2:26:52  |
| 2004 | Jocurile Olimpice                        | Atena, Grecia              | 20  | maraton     | 2:37:31  |
| 2004 | Campionatul Mondial de Semimaraton       | New Delhi, India           | 3   | semimaraton | 1:09:07  |
| 2004 | Campionatul Mondial de Semimaraton       | New Delhi, India           | 2   | echipe      | 1:09:07  |
| 2004 | Chicago Marathon                         | Chicago, Statele Unite     | 1   | maraton     | 2:23:45  |
| 2005 | London Marathon                          | Londra, Marea Britanie     | 2   | maraton     | 2:22:50  |
| 2005 | Campionatul Mondial                      | Helsinki, Finlanda         | 3   | maraton     | 2:23:19  |
| 2005 | Campionatul Mondial de Semimaraton       | Edmonton, Canada           | 1   | semimaraton | 1:09:17  |
| 2005 | Campionatul Mondial de Semimaraton       | Edmonton, Canada           | 1   | echipe      | 1:09:17  |
| 2005 | Chicago Marathon                         | Chicago, Statele Unite     | 2   | maraton     | 2:21:30  |
| 2006 | London Marathon                          | Londra, Marea Britanie     | 7   | maraton     | 2:27:51  |
| 2006 | Campionatul European                     | Göteborg, Suedia           | 11  | 10 000 m    | 31:49,47 |
| 2006 | Campionatul Mondial de alergări pe șosea | Debrețin, Ungaria          | 2   | 20 km       | 1:03:23  |
| 2006 | Campionatul Mondial de alergări pe șosea | Debrețin, Ungaria          | 4   | echipe      | 1:03:23  |
| 2006 | Chicago Marathon                         | Chicago, Statele Unite     | 5   | maraton     | 2:24:25  |
| 2007 | London Marathon                          | Londra, Marea Britanie     | 3   | maraton     | 2:23:55  |
| 2008 | Osaka International Ladies Marathon      | Osaka, Japonia             | 9   | maraton     | 2:28:15  |
| 2008 | London Marathon                          | Londra, Marea Britanie     | 8   | maraton     | 2:27:45  |
| 2008 | Jocurile Olimpice                        | Beijing, China             | 1   | maraton     | 2:26:44  |
| 2008 | Chicago Marathon                         | Chicago, Statele Unite     | 4   | maraton     | 2:30:57  |
| 2009 | Yokohama Womens's Marathon               | Yokohama, Japonia          | 10  | maraton     | 2:36:06  |
| 2010 | London Marathon                          | Londra, Marea Britanie     | 23  | maraton     | 2:41:12  |
| 2012 | Osaka International Ladies Marathon      | Osaka, Japonia             | 10  | maraton     | 2:40:08  |
| 2012 | London Marathon                          | Londra, Marea Britanie     | 16  | maraton     | 2:32:34  |
| 2012 | Jocurile Olimpice                        | Londra, Marea Britanie     | 83  | maraton     | 2:41:34  |

## Recorduri personale
| Probă       | Performanță | Dată               | Locație               |
| ----------- | ----------- | ------------------ | --------------------- |
| 5000 m      | 15:28,91    | 7 august 2000      | București             |
| 10 000 m    | 31:49,47    | 7 august 2006      | Göteborg              |
| Semimaraton | 1:08:10     | 14 septembrie 2002 | Drobeta-Turnu Severin |
| Maraton     | 2:21:30     | 9 octombrie 2005   | Chicago               |